# Улица Палиха
У́лица Пали́ха — улица в Тверском районе Центрального административного округа города Москвы. Проходит от Новослободской улицы до Сущёвской улицы.

## Описание
Палиха соединяет Новослободскую и Сущёвскую улицу. Нумерация домов начинается от Новослободской улицы. Улица продолжает Лесную улицу, продолжением Палихи за Сущёвской улицей является Перуновский переулок. Палиха идёт с запада на восток, длина улицы 300 метров.

## Происхождение названия
Этимология названия неясна и остаётся предметом споров историков. По наиболее распространённой версии улица первоначально называлась «Полиха» по полю, простиравшемуся между улицей и Бутырской слободой, а в XIX веке под влиянием московского «акания» стала «Палихой». Согласно другой версии название происходит от имени владельца имения на этой улице, поскольку большинство московских названий, заканчивающихся на «-иха» (Барышиха, Плющиха) имеют именно такую этимологию. По мнению других исследователей такие окончания указывают на  происхождения названий от названий кабаков. По мнению Я.З. Рачинского название улицы Палиха наиболее вероятно происходит от кабака, а название Полиха  в документах не встречается.  Существуют предположения о связи названия Палиха с глаголом «палить».

## Примечательные здания
В советское время улица была застроена зданиями типовой архитектуры, интерес представляет лишь дом № 13 — последний дом по нечётной стороне улицы на углу с Тихвинской улицей, завершающий перспективу Сущёвской улицы. 
- № 3 — особняк (1896, архитектор С. Ф. Федотов).
- № 13 — особняк конца XIX века с фасадом, богато украшенным лепниной. В рамках гражданской инициативы «Последний адрес» 30 августа 2015 года на доме установлены мемориальные знаки с именами санитарки Веры Семёновны Морозовой и военного Николая Ипполитовича Бениславского[6], расстрелянных в годы сталинских репрессий.

## Транспорт
Ближайшие к улице станции метро «Новослободская» и «Менделеевская». По Палихе проходили маршруты трамвая № 5, 7, 19. В 2008 г. движение трамваев было закрыто в связи с уничтожением разворотного кольца на Лесной улице. С 22 сентября 2012 года движение трамваев по улицам Палиха и Лесная восстановлено и было представлено единственным 9-м маршрутом. Для этого вместо кольца был построен оборотный тупик и пущены специально переоборудованные двухкабинные двухвагонные поезда. С 9 сентября 2017 года по улице проходят маршруты № 7 и 9.